# Hawcoat
Hawcoat – dzielnica w Barrow-in-Furness, w Anglii, w Kumbrii, w dystrykcie (unitary authority) Westmorland and Furness. W 2011 dzielnica liczyła 4922 mieszkańców.